# Czech Airlines

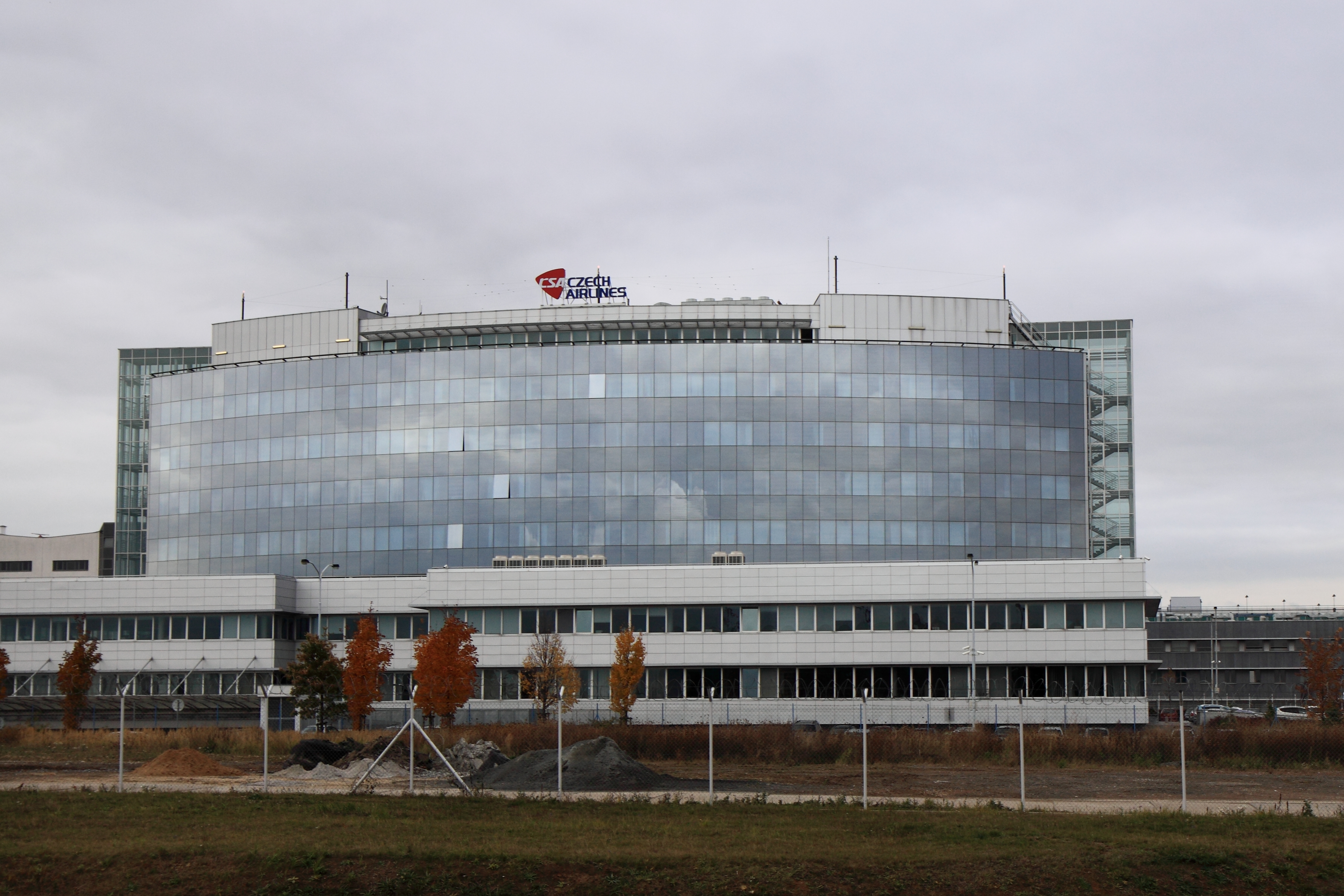
Штаб-квартира Czech Airlines

CSA Czech Airlines (чеш. ČSA, «ЧСА»; официальное название: чеш. České aerolinie, a.s., англ. Czech Airlines, «Чешские авиалинии») — чешская авиакомпания, базировавшаяся в пражском аэропорту имени Вацлава Гавела. Компания выполняла рейсы по Европе, Ближнему Востоку и Азии, чартерные рейсы и грузовые перевозки. До 2024 являлась членом альянса авиакомпаний SkyTeam.

## Собственники и руководство
Авиакомпания Czech Airlines существует в форме акционерного общества (akciová společnost), где основным акционером является компания Smartwings.

### Первая приватизация
В 2009 году проводилась приватизация 91,5 % акций авиакомпании. В соответствии с критериями ЕС, претендентом может быть только компания, которая имеет минимум 51 % капитала из стран ЕС. На первой стадии в тендере участвовали 4 компании:
- Air France-KLM
- Darofan (дочерняя компания «Аэрофлота»)
- консорциум Unimex Group и Travel Service
- Odien Group

20 апреля 2009 года было объявлено о том, что во вторую стадию прошли только 2 претендента: Air France-KLM и консорциум Unimex Group и Travel Service. 19 августа 2009 года Air France-KLM отказались продолжать участие в тендере по экономическим причинам.
26 октября 2009 года правительство Чехии решило не продавать авиакомпанию единственному претенденту.
В мае 2010 года государство (в лице Český aeroholding) увеличило свою долю в компании с 91,75 % до 95,69 %. Остальными акционерами являются города Прага (1,53 %, 16 068 акций) и Братислава, а также страховая компания Česká pojišťovna.

### Вторая приватизация
В ноябре 2012 года правительство Чехии объявило решение о продаже 50% акций минус одна акция. Такое решение позволяет участвовать в приватизации компаниям находящимся вне Евросоюза. Называлось 4 основных претендента:
- Air France-KLM
- Etihad Airways
- Korean Air
- Turkish Airlines

13 марта 2013 года правительство Чехии одобрило единственное поступившее предложение о покупке доли в авиакомпании от Korean Air, которая предложила 67,5 млн крон за долю в 44 %. 10 апреля состоялось подписание договора о продаже 44 % акций авиакомпании ČSA компании Korean Air. Договор также предполагает право выкупа Korean Air ещё 34 % акций.

### После приватизации
В марте 2015 года авиакомпания Travel Service выкупила опцион на 34 % акций у Korean Air. Таким образом, акционерами авиакомпании являлись: Korean Air — 44 %, Travel Service — 34 %, Чешская Республика — 19,74 % и Чешская страховая компания (Česká pojišťovna) — 2,26 %.
В феврале 2018 года авиакомпания Travel Service выкупила доли Korean Air и Чешской Республики, увеличив тем самым свою долю до 97,7 %.

## История
Основана в октябре 1923 году чехословацким правительством. Спустя месяц был выполнен первый рейс из Праги в Братиславу на самолёте Aero A-14.

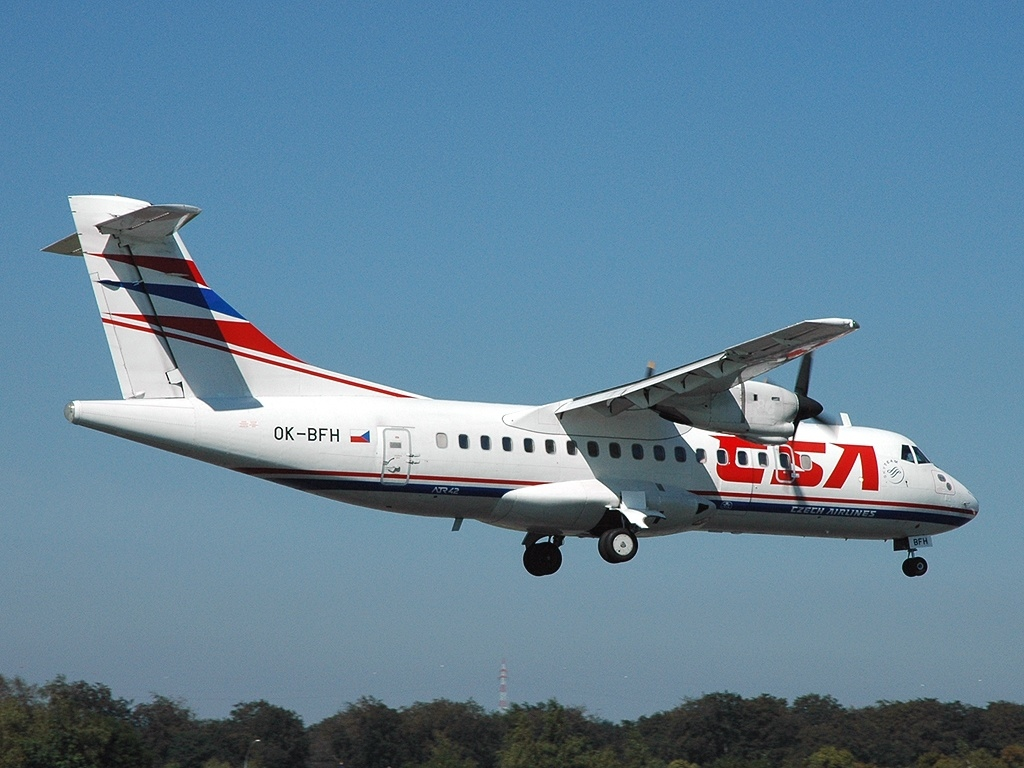
ATR-42 в старой ливрее

До 18 ноября 1994 года носила название чеш. Československé aerolinie a.s. (Чехословацкие авиалинии), откуда и сохранилось сокращение ČSA на логотипе компании. В 1929 году компания стала членом IATA. Изначально рейсы выполнялись только в пределах Чехословакии. Первый международный рейс был выполнен в 1930 году в Загреб, впоследствии было открыто регулярное сообщение с Риекой и Дубровником. 11 сентября 1933 была открыта регулярная линия по  маршруту Прага — Бухарест, а 2 сентября 1936 авиакомпания соединила Прагу с Москвой, совершив посадку на аэродроме Тушино. В 1938 году начали действовать регулярные рейсы в Париж, Рим, Будапешт и Брюссель.
В апреле 1937 офис авиакомпании переместился из аэропорта в Кбелах (ныне Прага) на новый аэропорт в Рузине. С этого же года пассажиров в самолётах стали обслуживать бортпроводники.
Во время Второй мировой войны гражданское сообщение ЧСА не выполнялось. Флот компании был передан немецкой авиакомпании Lufthansa.
В 1946 году ЧСА купила излишки американских военных самолётов Douglas DC-3, которые на заводах Avia были переделаны под гражданский вариант на 21 пассажира. После войны снова начали выполняться национальные рейсы. Постепенно открывались и международные линии.
В ноябре 1957 в аэропорту Рузине приземлился первый реактивный пассажирский самолёт Ту-104. После 1960 года компания начала использовать самолёты Ил-62. В 1962 году, был выполнен первый трансатлантический перелет из Праги в Гавану на четырёхдвигательном турбовинтовом Bristol Britannia (арендованном у кубинской авиакомпании Cubana).

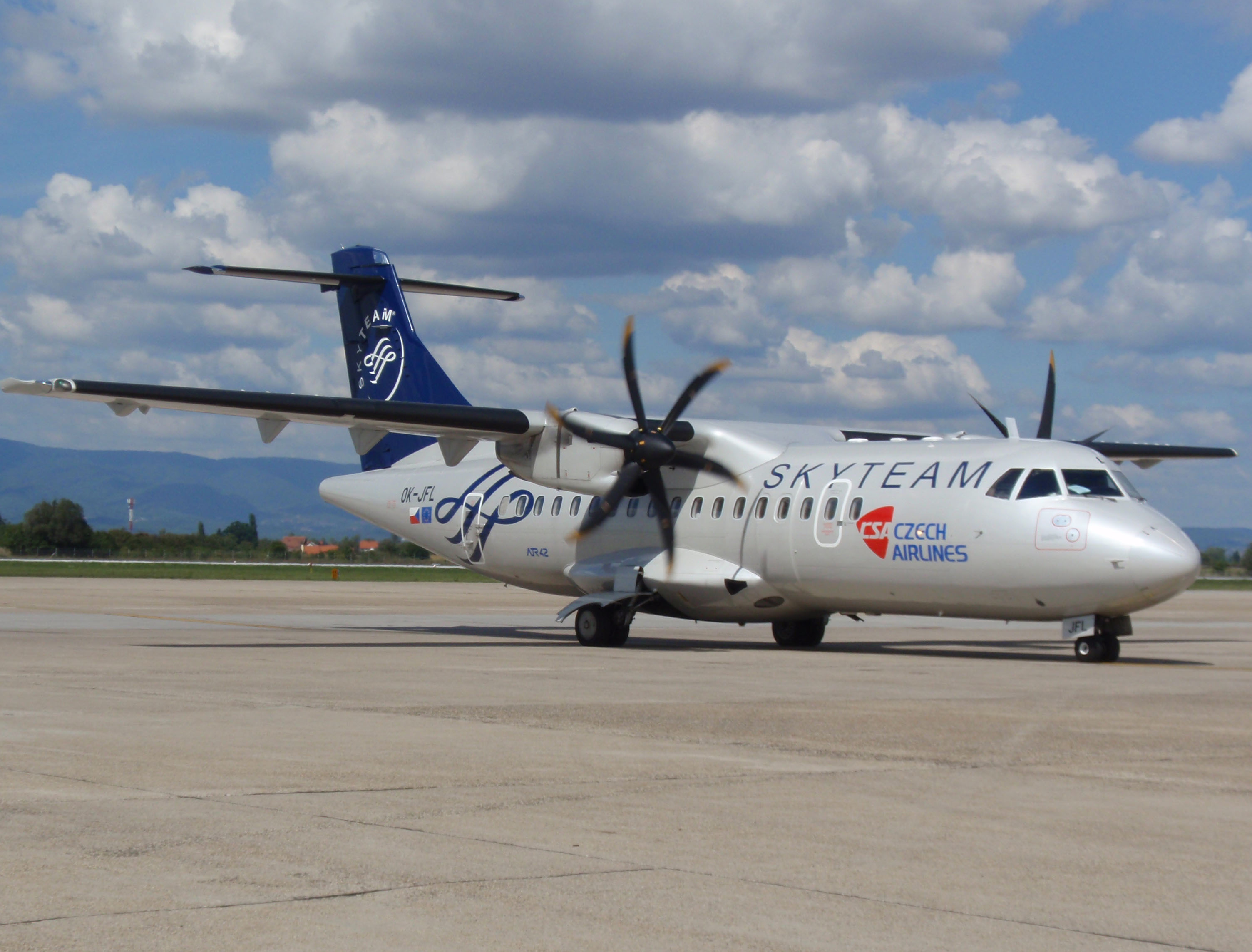
ATR 42 в ливрее Skyteam

В 2000 году ЧСА начала прямые продажи билетов через интернет и прекратила эксплуатацию пассажирских самолётов советского производства. В марте 2001 ЧСА вступила в альянс SkyTeam.
В начале 2013 года авиакомпания объявила о прекращении эксплуатации воздушных судов модели Boeing 737, мотивировав своё решение возрастом ВС и возросшими затратами на их эксплуатацию. Флот авиакомпании в итоге сократился на 5 единиц.
В 2013 году ЧСА перестала эксплуатировать оба Airbus A321. Но флот практически сразу пополнился Airbus A330-300 с бортовым номером OK-YBA. Это судно находилось в лизинге и принадлежит Korean Air, куда и было возвращено после окончания лизинга в 2020.

## Деятельность
Самыми популярными направлениями в 2008 году стали: Париж, Москва, Амстердам, Мадрид и Лондон.
Статистика пассажироперевозок:
| Год                             | 2005    | 2006   | 2007   | 2008    | 2009     | 2010    | 2011    | 2012  | 2013   | 2014  | 2015   | 2016    | 2017  | 2018  | 2019 | 2020  |
| ------------------------------- | ------- | ------ | ------ | ------- | -------- | ------- | ------- | ----- | ------ | ----- | ------ | ------- | ----- | ----- | ---- | ----- |
| Перевезено пассажиров, млн чел. | 5,22    | 5,47   | 5,49   | 5,63    | 5,06     | 5,46    | 4,25    | 2,9   | 2,84   | 2,27  | 2,19   | 2,71    | 2,90  | 3,07  | 3,65 | 0,48  |
| Прирост                         | ▲19,8 % | ▲4,7 % | ▲0,4 % | ▲2,46 % | ▼10,12 % | ▲7,91 % | ▼22,2 % | ▼32 % | ▼1,9 % | ▼20 % | ▼3,5 % | ▲23,5 % | ▲7,0% | ▲5,9% | ▲19% | ▼81 % |

## Флот
По состоянию на сентябрь 2023 года средний возраст воздушных судов авиакомпании составлял 17,8 лет. Флот состоит из следующих типов самолётов:

## Банкротство
В феврале 2021 года компания заявила о собственной неплатёжеспособности, обратившись в краевой суд с заявлением о реструктуризации в рамках процедуры банкротства. Долги компании составляли почти 2 млрд крон, из которых около 1 млрд - задолженность перед пассажирами. Компания несколько раз запрашивала помощь государства, но не получила её.
В марте 2021 городской суд Праги признал национальную авиакомпанию Чехии Czech Airlines банкротом.
В июне 2021 суд назначил проведение банкротства в форме реорганизации компании, что означает сохранение деятельности предприятия. Реорганизация была завершена в июне 2022. Большинство кредиторов получили выплаты в размере 4,6% от суммы долга.

## Прекращение деятельности
С 2022 собственные воздушные суда были сданы в лизинг различным авиакомпаниям. В 2024 году продажи билетов на собственные рейсы, выполнявшиеся на самолётах Smartwings, были прекращены, вместе с членством в IATA BSP и ARC. В октябре 2024 была закрыта программа часто летающих пассажиров OK Plus и прекращено членство в Skyteam. Впоследствии воздушные суда были перерегистрированы на Smartwings.